# Nesippus tigris
Nesippus tigris is een eenoogkreeftjessoort uit de familie van de Pandaridae. De wetenschappelijke naam van de soort is voor het eerst geldig gepubliceerd in 1967 door Cressey.